# Kleinsporige oranje bekerzwam
De kleinsporige oranje bekerzwam (Aleuria cestrica) is een zakjeszwam behorend tot de familie Pyronemataceae. Hij leeft saprotroof op zandig-humeuze bodem onder Fagus. Het is een feloranje bekerzwam met netvormige sporen. 

## Kenmerken

### Uiterlijke kenmerken
De steelloze vruchtlichamen hebben een diameter van 1,5 tot 6 mm. De vorm is komvormig en wordt naarmate ze ouder worden meer afgeplat. Ze zijn glad of licht berijpt aan de buitenkant.

### Microscopische kenmerken
De asci zijn cilindrisch, 8-sporig en meten 150-166 × 8-11 µm. De ascosporen zijn hyaliene, ellipsoïde en meten 8-9,5 × 4,8-5,5 (6) µm. Ze zijn geornamenteerd met een onregelmatig netwerk. De parafysen zijn nogal abrupt verdikt, geel en gebogen aan de uiteinden.Ze meten aan de toppen 3 tot 5 µm en voorzien van zeer fijn oranje gepigmenteerde brokjes.

## Verspreiding
De kleinsporige oranje bekerzwam is komt zeldzaam in voor. Hij staat op de rode lijst en in de categorie 'Gevoelig'.